# 오와다정 (사이타마현)
오와다정(大和田町)은 사이타마현 기타아다치군에 존재했던 정이다.
1955년 3월 1일 가타야마촌과 합병에 의해 니자정의 성립에 의해 폐지되었다.

## 지리
- 사이타마현 기타아다치 지역의 아라카와 우안(구 니쿠라군 지역)에 위치하고 있다.
- 2006년 현재 니자시 남서부, 중부, 북부에 해당한다.

## 역사
- 1889년 4월 1일 - 정촌제 시행에 수반해 니쿠라군 오와다정이 성립하였다.
- 1896년 3월 29일 - 니쿠라군이 기타아다치군에 편입에 의해 기타아다치군 오와다정이 되었다.
- 1955년 3월 1일 - 가타야마촌과 합병해, 니자정이 성립해, 오와다정은 폐지되었다.

## 교통

### 철도
오와다정이 폐지 당시(1955년 3월 1일) 정내에는 역이 없었고, 정 북부에 도부 철도 도조본선 시키역, 마을 남서부에 세이부 이케부쿠로선 기요세역, 히가시쿠루메역이 있다.
현재의 니자시에 해당한다.